# Ліван на Чемпіонаті світу з водних видів спорту 2015
Ліван взяв участь у Чемпіонаті світу з водних видів спорту 2015, який пройшов у Казані (Росія) від 24 липня до 9 серпня.

## Плавання
Ліванські плавці виконали кваліфікаційні нормативи в дисциплінах, які наведено в таблиці (не більш як 2 плавці на одну дисципліну за часом нормативу A, і не більш як 1 плавець на одну дисципліну за часом нормативу B):
Чоловіки
| Спортсмен     | Дисципліна          | Попередній заплив | Попередній заплив | Півфінал        | Півфінал        | Фінал           | Фінал           |
| Спортсмен     | Дисципліна          | Час               | Місце             | Час             | Місце           | Час             | Місце           |
| ------------- | ------------------- | ----------------- | ----------------- | --------------- | --------------- | --------------- | --------------- |
| Адам Аллуш    | 50 м на спині       | 29.91             | 60                | Завершив виступ | Завершив виступ | Завершив виступ | Завершив виступ |
| Адам Аллуш    | 50 м брасом         | 29.45             | 51                | Завершив виступ | Завершив виступ | Завершив виступ | Завершив виступ |
| Ентоні Барбар | 50 м вільним стилем | 24.31             | 63                | Завершив виступ | Завершив виступ | Завершив виступ | Завершив виступ |
| Ентоні Барбар | 50 м батерфляєм     | 24.88             | 45                | Завершив виступ | Завершив виступ | Завершив виступ | Завершив виступ |

Жінки
| Спортсменка        | Дисципліна           | Попередній заплив | Попередній заплив | Півфінал         | Півфінал         | Фінал            | Фінал            |
| Спортсменка        | Дисципліна           | Час               | Місце             | Час              | Місце            | Час              | Місце            |
| ------------------ | -------------------- | ----------------- | ----------------- | ---------------- | ---------------- | ---------------- | ---------------- |
| Габріелла Дуейхі   | 400 м вільним стилем | 4:35.09           | 45                | Н/Д              | Н/Д              | Завершила виступ | Завершила виступ |
| Габріелла Дуейхі   | 800 м вільним стилем | 9:18.30           | 40                | Н/Д              | Н/Д              | Завершила виступ | Завершила виступ |
| Дженніфер Різкалла | 50 м вільним стилем  | 27.76             | 68                | Завершила виступ | Завершила виступ | Завершила виступ | Завершила виступ |
| Дженніфер Різкалла | 100 м вільним стилем | 1:01.16           | 75                | Завершила виступ | Завершила виступ | Завершила виступ | Завершила виступ |